# Forbes Global 2000
De Forbes Global 2000 is een ranglijst van beursgenoteerde bedrijven wereldwijd op basis van een combinatie van vier factoren: omzet, winst, activa en beurswaarde. De lijst wordt sinds 2003 jaarlijks opgesteld en gepubliceerd door het Amerikaanse zakenblad Forbes. Gelijkaardig is de Fortune Global 500 van concurrent Fortune.
De Global 2000-lijst verving de Forbes 500, die enkel Amerikaanse bedrijven telde, en de International 500 van niet-Amerikaanse bedrijven. De lijst wordt in het begin van elk jaar opgesteld. Daardoor kan geen rekening worden gehouden met gangbare economische praktijken in landen buiten de Verenigde Staten. Zo eindigt het boekjaar voor Japanse bedrijven bijvoorbeeld op 31 maart. Dit leidt tot grote anomalieën in de lijst.
Tevens worden overheidsbedrijven niet in de lijst opgenomen omdat deze geen marktwaarde hebben en de boekhouding soms niet openbaar is. Nochtans zouden bepaalde van deze bedrijven hoge posities innemen moesten ze opgenomen worden, zoals de nationale oliemaatschappijen van de OPEC-landen.
Een derde van de posities in de lijst worden door Amerikaanse bedrijven bezet. In 2024 ging het om 621 bedrijven. Door de jaren heen nam het aantal Chinese bedrijven fors toe. In 2024 stonden 324 Chinese bedrijven in de lijst, gevolgd door 181 Japanse.

## Top 10 van 2024

| rang | bedrijf                   | omzet | winst | activa | beurswaarde | land             |
| ---- | ------------------------- | ----- | ----- | ------ | ----------- | ---------------- |
| 1    | JPMorgan Chase            | 253   | 50    | 4091   | 588         | Verenigde Staten |
| 2    | Berkshire Hathaway        | 369   | 73    | 1070   | 899         | Verenigde Staten |
| 3    | Saudi Aramco              | 489   | 117   | 662    | 1919        | Saoedi-Arabië    |
| 4    | ICBC                      | 224   | 50    | 6586   | 215         | China            |
| 5    | Bank of America           | 183   | 25    | 3274   | 307         | Verenigde Staten |
| 6    | Amazon                    | 591   | 38    | 531    | 1922        | Verenigde Staten |
| 7    | China Construction Bank   | 200   | 47    | 5404   | 188         | China            |
| 8    | Microsoft                 | 237   | 86    | 484    | 3123        | Verenigde Staten |
| 9    | Agrarische Bank van China | 194   | 37    | 5833   | 171         | China            |
| 10   | Alphabet                  | 318   | 82    | 407    | 2178        | Verenigde Staten |

## Grootste bedrijf van elk jaar
| jaar      | bedrijf            | land                |
| --------- | ------------------ | ------------------- |
| 2023–2024 | JPMorgan Chase     | Verenigde Staten    |
| 2022      | Berkshire Hathaway | Verenigde Staten    |
| 2013–2021 | ICBC               | China               |
| 2012      | ExxonMobil         | Verenigde Staten    |
| 2010–2011 | JPMorgan Chase     | Verenigde Staten    |
| 2009      | General Electric   | Verenigde Staten    |
| 2008      | HSBC               | Verenigd Koninkrijk |
| 2003–2007 | Citigroup          | Verenigde Staten    |